# Geoffroy de Montbray
Geoffroy de Montbray oder Geoffroy de Coutances (in England manchmal Mowbray genannt; † 2. Februar 1093 in Coutances) war Bischof von Coutances von 1049 bis 1093 und einer der engsten Berater des Herzogs Wilhelm II. von Normandie, des späteren Wilhelm der Eroberer, den er auch bei der Eroberung Englands begleitete.

## Biografie
Geoffroy de Montbray entstammt einer normannischen Familie, die im Cotentin begütert war, den Herren von Montbray (heute Département Manche). Bischof von Coutances wurde er 1048 oder 1049. Auf dem Konzil zu Reims 1049 wurde er – wie andere auch – beschuldigt, das Amt gekauft zu haben (Simonie). Er gab zu, dass sein Bruder es für ihn erworben habe, er selbst aber seine Weihe, als er es erfuhr, zurückwies, er sei sogar geflohen, um sich zu schützen. Das Konzil akzeptierte schließlich seine Beteuerungen, die er unter Eid machte, und bestätigte seine Ernennung. Er wurde am 12. März 1049 in Rouen geweiht, vermutlich durch Erzbischof Mauger.
Vor 1066 war er einer der Vorreiter kirchlicher Reformen in der Normandie. Seine Diözese war in einem beklagenswerten Zustand. Die Kirche von Coutances verfügte nur über fünf Kleriker, jedoch über keine Bibel. Sie hatte den Großteil ihres Besitzes verloren und so gut wie keine Einnahmen, so dass Geoffroys erste Maßnahmen darin bestanden, Geldquellen zu erschließen. Im April 1050 reiste er nach Rom und traf dort auf Mitglieder der Familie Hauteville, die aus Hauteville-la-Guichard innerhalb seiner Diözese stammten, und nun in Süditalien herrschten. Er scheint von ihnen einen Schatz bekommen zu haben, da er nach seiner Rückkehr dem Herzog die Hälfte der Stadt Coutances abkaufen und damit beginnen konnte, sich einen Palast zu bauen. Zudem bildete er einen Fonds für den Bau der Kathedrale von Coutances (die im Dezember 1056 geweiht wurde). Der größte Teil seiner Tätigkeiten im Bistum muss vor 1066 abgeschlossen gewesen sein, da er nach der Eroberung Englands durch die Normannen praktisch nur noch auf der Insel war. Die Einkünfte, die er dort erzielte, wurden ebenfalls für den Bau der Kathedrale verwendet.
Als enger Berater des Herzogs der Normandie begleitete er ihn 1066 nach England. Wilhelm von Poitiers berichtet, dass er – ebenso wie Bischof Odo von Bayeux – an der Schlacht von Hastings nur teilnahm, um für den Sieg zu beten, nicht aber in den Kampf eingriff. Auch an der Krönung Wilhelms am 25. Dezember 1066 in Westminster nahm er teil.
Als Vertrauter des neuen Königs wurde er für die Teilnahme an der Eroberung Englands belohnt: er erhielt insgesamt 280 Güter, davon 76 in Somerset und 97 in Devonshire.
Während des Aufstands der Grafen 1075 kommandierte er gemeinsam mit Odo von Bayeux die Armee gegen Raoul de Gaël, den Earl of Norfolk. Sie belagerten Norwich Castle, verhandelten aber schließlich einen Abzug der Rebellen. Geoffroy de Montbray wurde in diesem Zusammenhang dadurch bekannt, dass er forderte, den Aufständischen den rechten Fuß abzuhacken, damit sie zukünftig besser zu erkennen seien.
Mit dem Tod Wilhelm des Eroberers 1087 erbte sein ältester Sohn Robert die Normandie, während sein jüngerer Sohn Wilhelm die englische Krone bekam. Diese Entscheidung stürzte die normannischen Barone in Loyalitätskonflikte, da fast alle von ihnen Besitz auf beiden Seiten des Ärmelkanals hatten und somit zukünftig zwei Herren dienen mussten. Geoffroy de Montbray gehörte zu denjenigen, die eine einheitliche Befehlsstruktur haben wollten. Er nahm deshalb am Aufstand von 1088 teil, der das Ziel hatte, Wilhelm II. durch Robert II. zu ersetzen. Gemeinsam mit seinem Neffen Robert de Montbray, Earl of Northumberland, plünderte er Bristol, Bath, Berkeley und einen großen Teil von Wiltshire. Die Rebellion scheiterte, doch gab der König den Aufständischen großzügig Pardon. Er versuchte noch, im Prozess gegen Wilhelm von Saint-Calais, einen der Anstifter des Aufstands, auf den König einzuwirken, zog es dann aber angesichts der Feindseligkeiten Lanfrank von Becs vor, sich in die Normandie zurückzuziehen.
Sein Neffe Robert de Montbray erbte seinen englischen Besitz, wurde aber 1095 enteignet, als er sich erneut einem Komplott gegen Wilhelm II. anschloss.
Siehe auch: Haus Mowbray